# Цанга
Ца́нга (от нем. Zange, ср. чеш. kleština «клещина») — приспособление в виде пружинящей разрезной втулки для зажима цилиндрических или призматических предметов.
Применяется в  цанговых патронах,  нагрудных значках, цанговых карандашах, скальпелях со сменными лезвиями, электрических соединителях, анкерных болтах, при огранке алмазов, как деталь зажимных патронов на металлорежущих или деревообрабатывающих станках (цанговые патроны) и т. п.

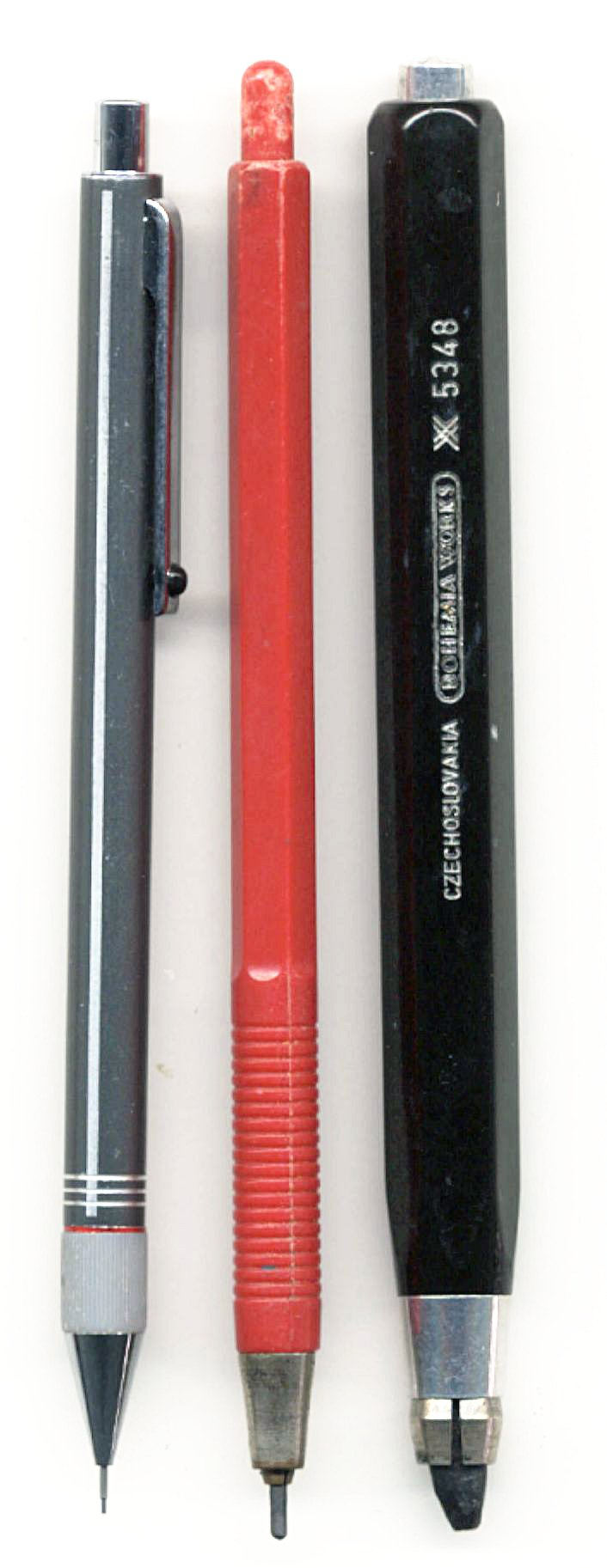
Механические карандаши
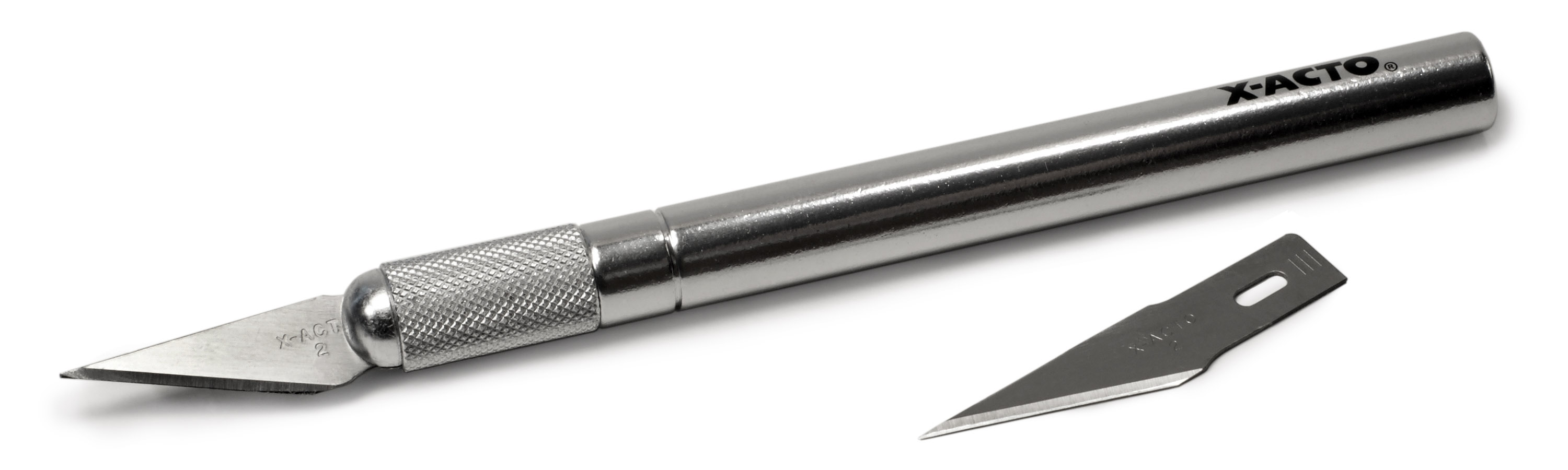
Скальпель
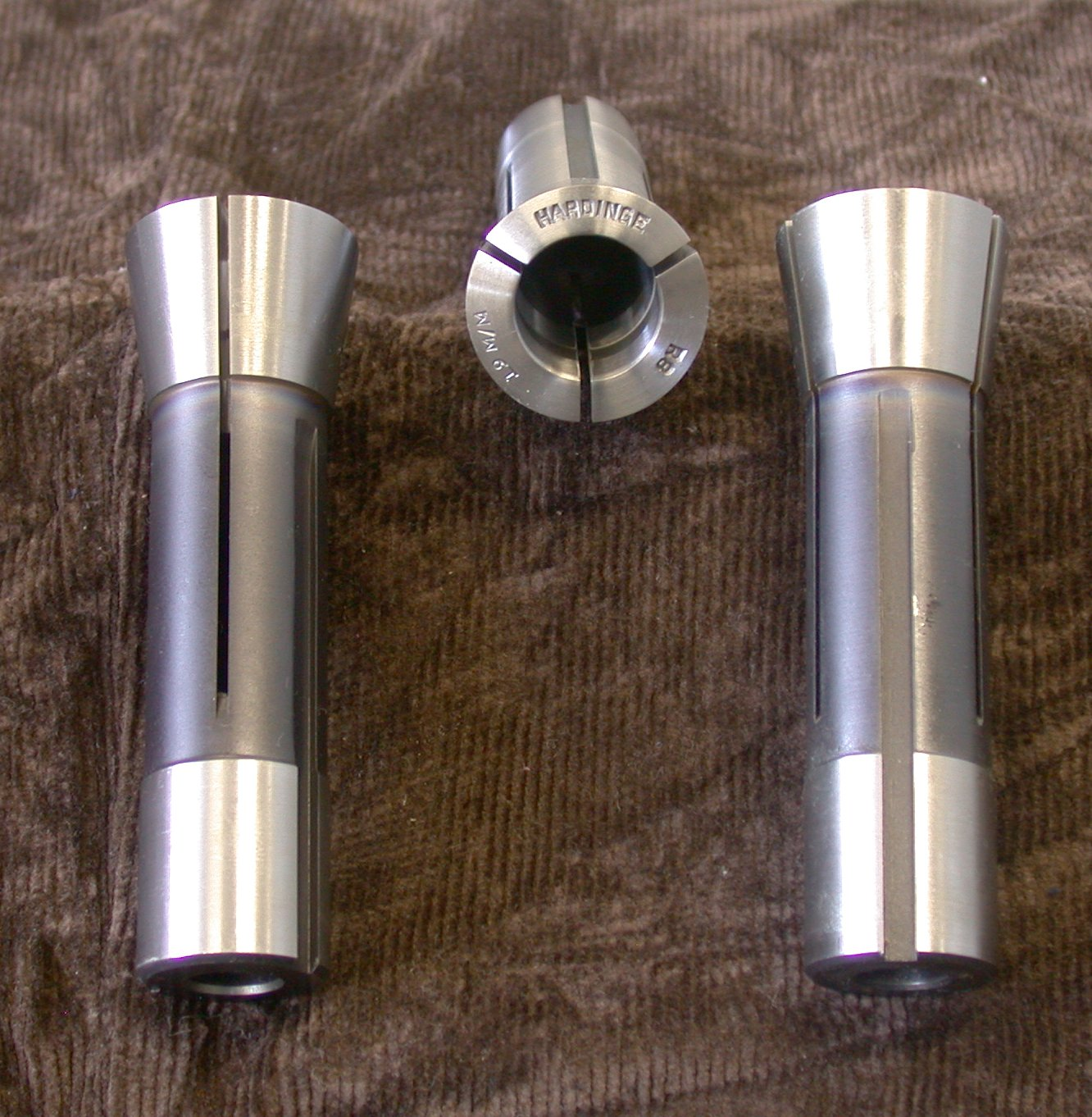
Машиностроительная цанга

## В машиностроении
Предназначены для зажима инструмента или детали цилиндрической формы. Например, фрез с цилиндрическим хвостовиком. Иногда встречаются специальные цанги для квадрата или шестигранника.
Цанга устанавливается в специально предназначенный для неё цанговый патрон. Патрон может быть неотделимой частью шпинделя станка (как правило, это миниатюрные «часовые» станки) или самостоятельным изделием (устанавливаемым на станок с помощью инструментального конуса или на посадочное место токарного патрона).
Существует множество типоразмеров цанг, отличающихся конструктивно. Для каждого типоразмера подходит только свой патрон. Машиностроительные цанги общего применения можно разделить на:
- цанги с одной зоной зажима и с двумя зонами зажима. Зажим детали в двух зонах вдоль оси не позволяет ей отклоняться от оси шпинделя. Зажим в одной зоне менее жесткий.

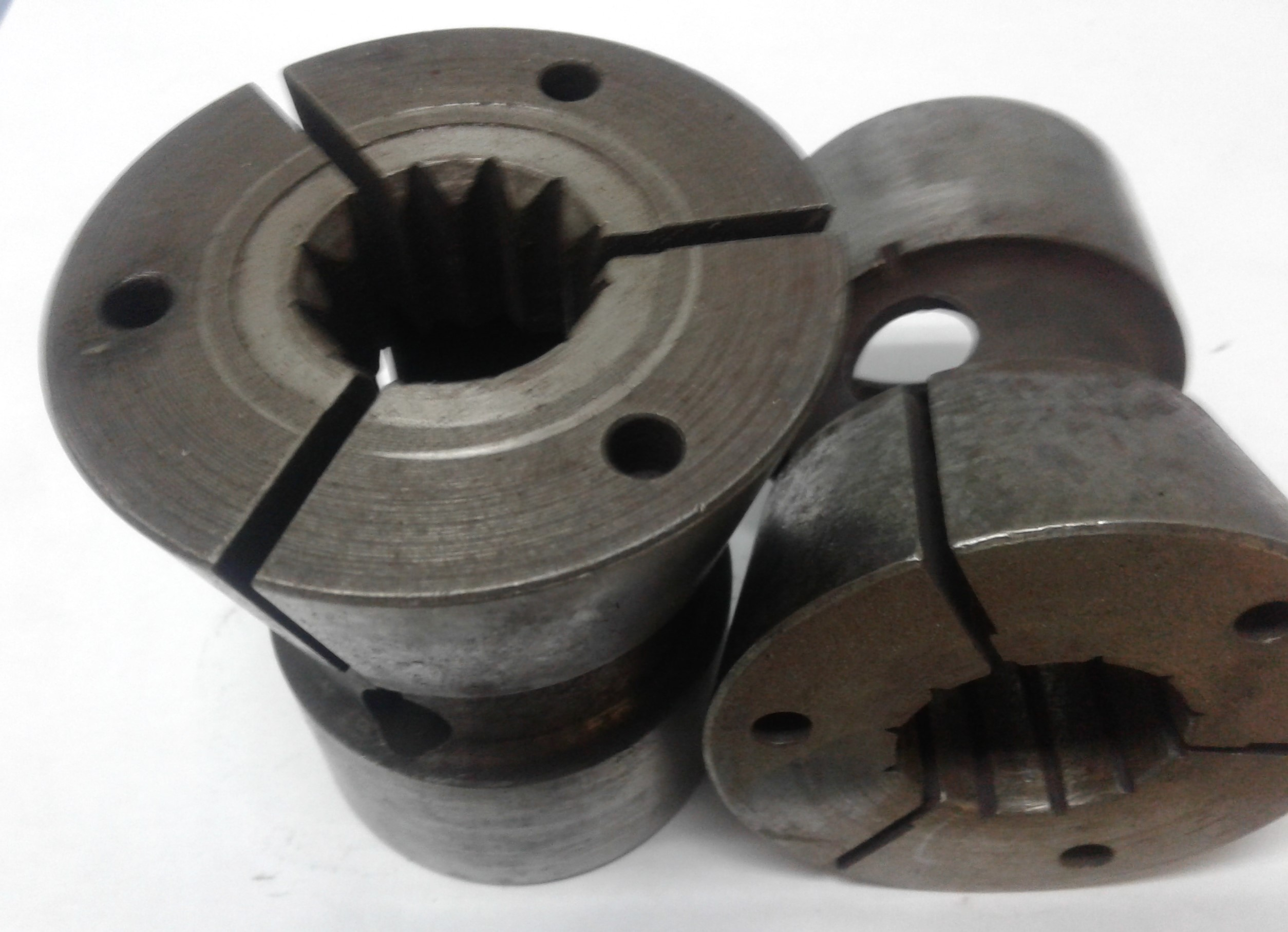
Цанги для токарного станка.

- Цанги для токарного станка.Сквозные и глухие. Сквозные цанги не имеют ограничения на длину детали.
- Для метчиков используют специальную разновидность цанг, имеющие паз для квадрата на хвостовике метчика и обеспечивающие осевую компенсацию.

В автоматах продольного точения цанги используются для закрепления детали, то есть, по сути, цанговый патрон выступает в роли токарного. Такое решение применяется ввиду малых размеров обрабатываемых деталей. Существует множество разнообразных цанг для автоматов продольного точения. Они могут иметь керамические или твёрдосплавные вставки, для большей износостойкости и исключения налипания металла детали на цангу.

### Цанги типа ER
Сегодня наиболее распространены цанги типа ER. Это цанги со сквозным отверстием и двумя зонами зажима. Конструктив предложен в 1973 году компанией Rego-Fix. Удачное решение быстро распространилось и унифицировано стандартами DIN 6499, ISO 15488.

### Другие машиностроительные цанги
Существует большой парк оборудования с другими типами цанг. Чаще всего они используются в миниатюрных станках. Наиболее известны цанги C-серии и аналогичные.
Каждая конструкция имеет свои особенности.  Подающий тип выполнен в виде стальной втулки с 3  разрезами, образующими лепестки, которые обладают пружинящим эффектом.